# خليفة عيسى اللافي
خليفة عيسى اللافي يوسف (ولد في 26 ديسمبر 2001 في المنامة، البحرين) لاعب كرة قدم بحريني تشادي يجيد اللعب في مركز الوسط المحوري. يلعب حاليا لصالح سترة الذي ينافس في الدوري البحريني الممتاز منذ 2023.

## المسيرة الرياضية

### الأندية
في 1 يوليو 2019 انضم اللافي (17 سنة) إلى الرفاع الشرقي البحريني (الدوري الممتاز) في صفقة انتقال حر. في موسمه الأول 2019-2020 وفي بطولة الدوري الممتاز ساهم في احتلال فريقه المركز الخامس بفارق 9 نقاط عن منطقة الهبوط. وفي بطولة كأس ملك البحرين ساهم في وصول فريقه إلى الدور الربع النهائي عندما خسر من الرفاع بركلات الترجيح بعد التعادل 3-3 في مجموع المباراتين. وفي بطولة كأس الاتحاد البحريني ساهم في وصول فريقه إلى الدور النصف النهائي عندما خسر من البسيتين 0-1.
في موسمه الثاني 2020-2021 وفي بطولة الدوري الممتاز ساهم في احتلال فريقه المركز الثاني الوصيف بفارق 10 نقاط عن البطل الرفاع. وفي بطولة كأس ملك البحرين ساهم في وصول فريقه إلى الدور النصف النهائي عندما خسر من الرفاع 1-2. وفي بطولة كأس الاتحاد البحريني ساهم في وصول فريقه إلى المباراة النهائية عندما خسر من المحرق 1-2.
في موسمه الثالث 2021-2022 وفي بطولة الدوري الممتاز ساهم في احتلال فريقه المركز السادس بفارق 7 نقاط عن منطقة الهبوط. وفي بطولة كأس ملك البحرين ساهم في وصول فريقه إلى المباراة النهائية حينها خسر من الخالدية بركلات الترجيح. وفي بطولة كأس الاتحاد البحريني فشل فريقه في التأهل إلى الدور النصف النهائي.
في 1 يوليو 2022 انتقل اللافي (20 سنة) من الرفاع الشرقي إلى المنامة البحريني (الدوري الممتاز) في صفقة انتقال حر. في موسمه الأول 2022-2023 وفي بطولة الدوري الممتاز ساهم في احتلال فريقه المركز الثاني الوصيف بفارق نقطة واحدة عن البطل الخالدية. وفي بطولة كأس ملك البحرين ساهم في وصول فريقه إلى الدور النصف النهائي حينها خسر من الحالة 1-2. وفي بطولة كأس الاتحاد البحريني فشل فريقه في التأهل إلى الدور النصف النهائي بعدما احتل المركز الثاني في المجموعة الثانية بفارق نقطة واحدة عن المتصدر الأهلي. وفي بطولة كأس العرب للأندية الأبطال خرج فريقه من المرحلة الأولى عندما خسر في الدور التمهيدي الأول من الهلال السوداني 2-4 في مجموع المباراتين.
في 25 أغسطس 2023 انتقل اللافي (21 سنة) من المنامة إلى سترة البحريني (الدوري الممتاز) في صفقة انتقال حر.